# 皎德达县
皎德达县，缅甸仰光省下辖的一个县，同时该县全境是仰光市的一部分。

## 历史沿革
2022年4月30日，缅甸政府以仰光西县皎德达镇区、班贝坦镇区、兰玛多镇区、拉达镇区和德贡镇区新设皎德达县。

## 行政区划
凯奥克他达县下辖皎德达镇区、班贝坦镇区、兰玛多镇区、拉达镇区和德贡镇区5个镇区。